# Gabbata
Gabbata (aramäisch גבתא) hieß nach Joh 19,13  ein mit Steinen oder Mosaikboden gepflasterter Platz in Jerusalem. Dort übte der Präfekt des Römischen Reiches über die Provinz Judäa, Pontius Pilatus, um 30 sein Richteramt aus:

„Auf diese Worte hin ließ Pilatus Jesus herausführen und er setzte sich auf den Richterstuhl an dem Platz, der Lithostrotos, auf Hebräisch Gabbata, heißt.“

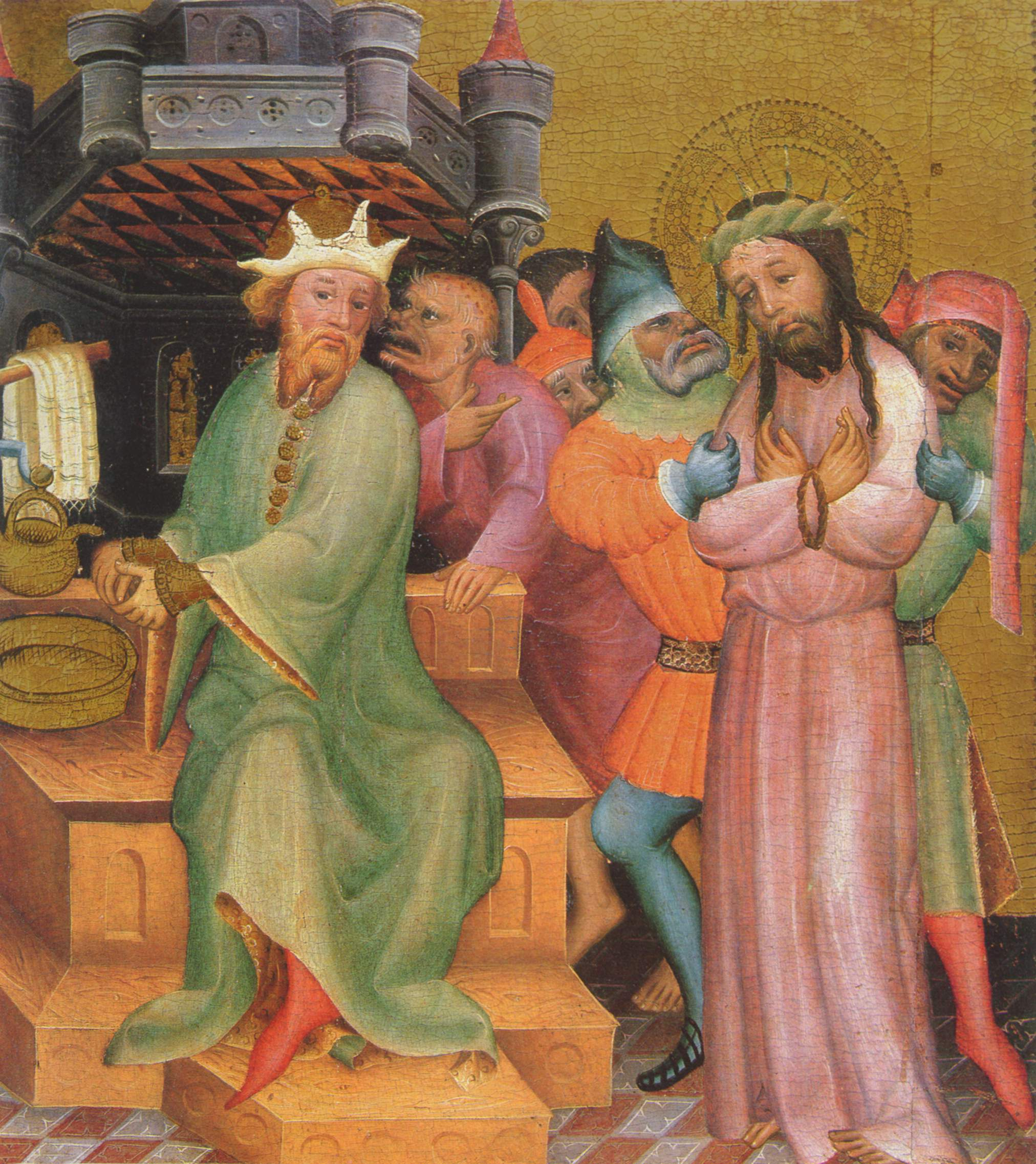
Meister Bertram von Minden: Christus vor Pilatus, um 1390

Der Begriff wird im Neuen Testament nur dieses eine Mal erwähnt, hat hier jedoch entscheidende Bedeutung: Der Satz leitet die Verurteilung Jesu zur Kreuzigung ein.

## Name
Gabbata wird in Joh 19,13 als hebräisches Wort eingeführt. Tatsächlich verwendete Johannes die aramäische Bezeichnung aus der damaligen Umgangssprache der jüdischen Bevölkerung. Das aramäische gabbeta bedeutet Erhöhung und Höhe und entstammt dem hebräischen גבחת – gabachat in der Bedeutung von „Stirnglatze; Kahlheit“. Es erscheint an dieser Stelle gräzisiert als gabbathá zusammen mit dem griechischen Ausdruck λιθóστρωτον – lithóstroton im Wortsinn von „Stein-“ oder „Mosaikpflaster“.
Der griechische Begriff ist keine Übersetzung aus dem Aramäischen: Beide bezeichnen denselben Platz in verschiedenen Sprachen. „Stirnglatze“ kann sich auf seine geglättete erhöhte Oberfläche insgesamt beziehen, im Sinne von „Freifläche“. „Steinpflaster“ oder „Mosaikpflaster“ dagegen bezieht sich auf das dabei verwendete Bodenmaterial. Da lithóstraton offenbar feste Bezeichnung war, wird angenommen, dass es der einzige mit Steinmosaik gepflasterte Platz Jerusalems war.

## Lokalisierung
Nach Mk 15,16  und Flavius Josephus (Der jüdische Krieg, 5. Buch, 5. Kapitel) war der Amtssitz des Pilatus identisch mit dem Prätorium. Dies legt nahe, dass der Gerichtsplatz Gabbata sich in oder bei diesem Gebäude befand. Denn Pflaster bedeckte den Innenraum des Prätoriums und seinen vorderen Vorplatz. Dieser könnte unter Herodes Agrippa II. gebaut worden sein (Flavius Josephus, Antiquitates Judaicae xx. 9, § 7).
Nach Flavius Josephus (Antiquitates Iudaicae 1, § 29; vi. 4, § 2,6) und Philo von Alexandria (Legatio ad Caium § 38) befand sich das Prätorium damals innerhalb der Burg Antonia, die Herodes der Große als seine Residenz mit Königsgemächern hatte erbauen lassen. Dies war eine mit dicken Mauern und Toren befestigte Kasernenanlage an der nordwestlichen Ecke des äußeren Tempelvorhofs. Von da aus kontrollierten die römischen Ordnungshüter den gesamten Tempelbezirk und fanden notfalls dort Zuflucht vor jüdischen Aufständen. 
Da die Ostgrenze des Herodespalastes, wo Gabbata gelegen haben muss, unbekannt ist, lässt sich der Ort im Bereich der heutigen Zitadelle am Jaffator nicht mehr genau lokalisieren. Versuche, den Platz mit dem ebenfalls gepflasterten Tempelvorhof für die „Heiden“ oder dem Platz, an dem der Sanhedrin zusammentraf, zu identifizieren, haben sich nicht durchgesetzt.

## Neutestamentlicher Kontext
Die synoptischen Evangelien erwähnen weder den Namen des Platzes, an dem Jesus verurteilt wurde, noch ein förmliches Todesurteil des Pilatus. Nach Mk 15,1  wurde er direkt nach dem Prozess vor dem Sanhedrin im Palast des amtierenden Hohenpriesters Kajaphas zum Wohnsitz des Pilatus gebracht. Erst nach dessen kurzem Verhör und Hinrichtungsbefehl wurde Jesus laut Mk 15,16  zur Geißelung geführt:

„Die Soldaten führten ihn in den Palast hinein, das heißt in das Prätorium, und riefen die ganze Kohorte zusammen.“

Demnach fand die Verurteilung nicht im Prätorium, sondern außerhalb davon statt. 
Das Johannesevangelium verändert den in den älteren Evangelien weitgehend einheitlich dargestellten Ablauf der Passion Jesu an vielen Stellen. So entfällt hier sein Prozess vor dem Sanhedrin. Jesus wird hier nur einem Privatverhör durch Hannas unterzogen, den Schwiegervater des Kajaphas (Joh 18,19–24 ). Ein Rechtsgrund und ein förmliches Todesurteil werden nicht erwähnt. Kajaphas habe Jesus dann direkt an den Amtssitz des Pilatus überstellt (Joh 18,28 ): 

„Von Kajaphas brachten sie Jesus zum Prätorium; es war früh am Morgen.“

Dies setzt voraus, dass Pilatus sich dort befand, um sein Amt auszuüben. Weiter heißt es:

„Sie selbst gingen nicht in das Gebäude hinein, um nicht unrein zu werden, sondern das Paschalamm essen zu können.“

Danach wurde Jesus – anders als im Markusevangelium – im Innenraum des Gebäudes ohne direkte Zeugen verurteilt.
Das folgende Verhör Jesu durch Pilatus wird zu einer breiten Szene entfaltet, in deren Verlauf es zu einem öffentlichen Disput über die Schuld des Angeklagten vor dem Prätorium kommt. Pilatus erscheint dabei als Verteidiger der Unschuld Jesu, der dessen Leben retten und Jesus freilassen will, aber schließlich dem wütenden Drängen der Priester und der Volksmenge („Kreuzige ihn!“) nachgibt und ihnen Jesus ausliefert (Joh 18,33–19,16 ).
Mit der Nennung des Ortes Gabbata wird das Todesurteil des Pilatus eingeleitet. Joh 19,14  enthält zudem eine Zeitangabe, wonach das Urteil „um die sechste Stunde“ – gegen Mittag – erging. Beides schließt den Prozess Jesu vor Pilatus ab. Der Evangelist zeigt seinen Lesern seine genaue Kenntnis der Umstände des Urteils, um dieses für sie glaubwürdig zu machen. Indem er beschreibt, dass Pilatus seinen Richterstuhl auf Gabbata einnahm, betont Johannes damit die Autorität und Rechtmäßigkeit seines Todesurteils und seines Zeugnisses über Jesus: Sehet, da ist euer König!